# Chris Taylor (football)
Pour les articles homonymes, voir Chris Taylor et Taylor.
Christopher David Taylor, né le 20 décembre 1986 à Oldham, est un footballeur anglais qui évolue au poste de milieu de terrain.

## Biographie
Le 28 mai 2013, il rejoint le club des Blackburn Rovers. Le 17 mars 2016, il est prêté à Millwall. Le 31 janvier 2017, il est prêté à Oldham Athletic.
Le 13 juin 2018, il rejoint Blackpool.
e 5 octobre 2020, il rejoint Barrow.

### Distinctions personnelles
- 2009 Membre de l'équipe type de Football League One en 2009.